# هرماناوية
الهرماناوية (الاسم العلمي:Hermannieae) هي قبيلة من النباتات تتبع الفصيلة الخلنجية من رتبة الخلنجيات.

## أجناس الهرماناوية
- الهرمانية